# 塔斯利马·纳斯林
塔斯利马·纳斯林（Taslima Nasreen，1962年8月25日—），孟加拉国-瑞典作家、医生、女权主义者、人权活动家，曾著书讲述女性遭受的压迫、宗教批评等，多次受到死亡威胁，其著作被翻译曾30多种语言，部分著作在孟加拉国被禁，自1994年起流亡海外。1994年图霍尔斯基奖和萨哈罗夫奖得主。